# Bitwa pod Dobrem
Bitwa pod Dobrem – bitwa stoczona 17 lutego 1831 roku podczas powstania listopadowego. Była to zwycięska bitwa wojsk polskich dowodzonych przez generała Jana Skrzyneckiego nad wojskami rosyjskimi pod dowództwem gen. Rosena. Stoczona została pod Dobrem. Skrzynecki umiejętnie tę walkę rozreklamował, przemilczając błędy oraz nie tak znów wielkie zwycięstwo, w które na ogół wierzono.

## Bitwa
W czasie, gdy główne siły rosyjskie maszerowały na Warszawę, 6 korpus G.Rosena (19 batalionów, 12 szwadronów, 5 sotni kozackich i 56 dział) zaatakował dywizję generała Skrzyneckiego, którą wzmocniła część dywizji generała Franciszka Żymirskiego (razem 11 batalionów, 4 szwadrony i 12 dział). Rosjanie atakowali drogą węgrowską w kierunku leśnej polany znajdującej się pod miasteczkiem Dobre. Na polanę dotrzeć można było tylko wąskimi cieśninami, co znacznie ułatwiało obronę. Skrzynecki umieścił w Dobrem główną część swych sił i przyjął bitwę. Obie strony przeprowadzały liczne natarcia i kontrnatarcia, jednak ani Polacy, ani Rosjanie nie zdołali uzyskać przewagi. W końcu po pięciu godzinach walk Skrzynecki zdecydował się na odwrót w kierunku Okuniewa. W bitwie wojska polskie straciły 300 żołnierzy, natomiast rosyjskie - 755 żołnierzy.